# Erich von Leipzig
Heinrich August Erich von Leipziger, ab 1905 von Leipzig (* 15. Januar 1860 in Magdeburg; † 28. Juni 1915 in Uzunköprü bei Adrianopel), war ein preußischer Oberst, Militärattaché in Brüssel und Konstantinopel und Herr auf Wolframsdorf.

## Leben

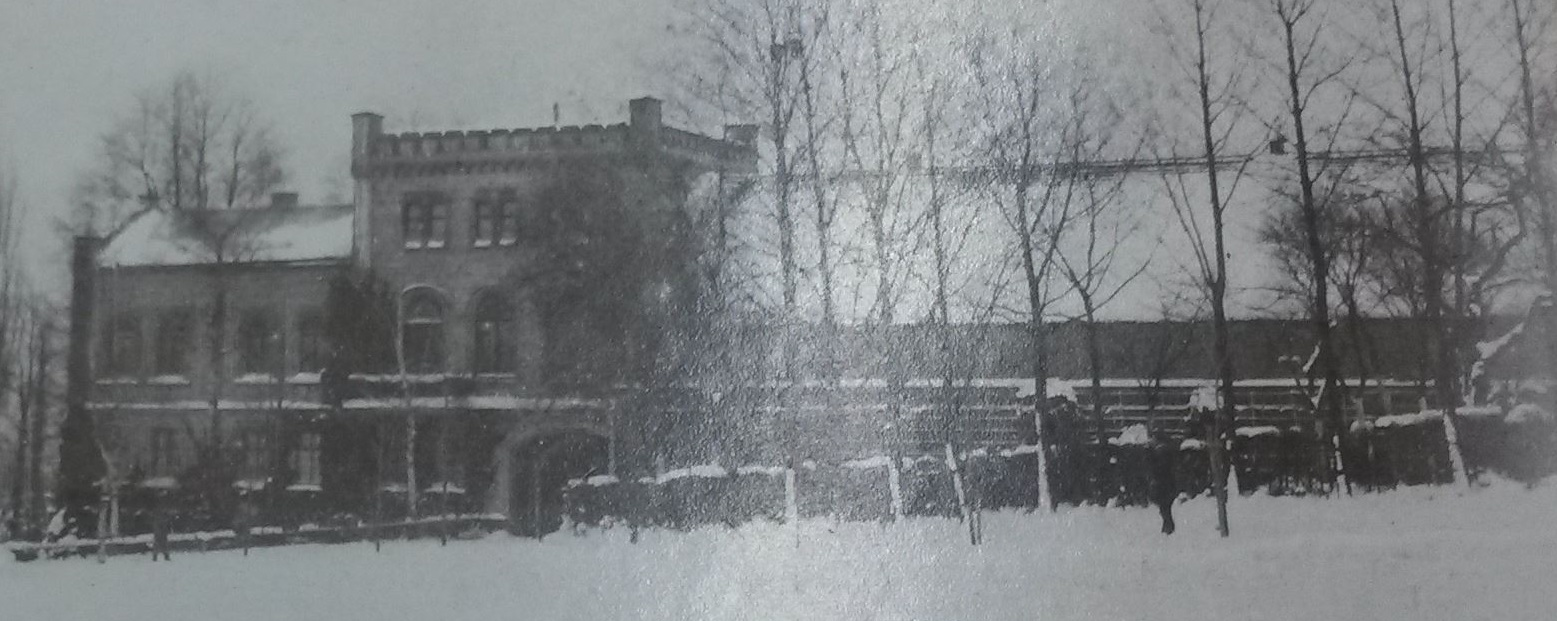
Schloss Katzendorf, 1945

### Herkunft
Erich von Leipzig war ein Sohn des deutschen Verwaltungsjuristen Hugo von Leipziger (1822–1896) und Maria Wilhelmine Gasparine von und zu Mannsbach (1833–1900), einzige Tochter der Pauline von Henning auf Schönhof und des Ludwig von und zu Mannsbach. Maria war als Erbe Herrin auf Wolframsdorf, welches sie von ihrem Vater übernahm und in die Familie einbrachte. Nach dem Tod seiner Mutter 1900 übernahm Erich von Leipzig das Gut Wolframsdorf mit Katzendorf.
1905 erhielt die gesamte Familie die preußische Erlaubnis, den Familiennamen von Leipzig wieder aufzunehmen.

### Werdegang
Erich von Leipzig besuchte das Domgymnasium zu Naumburg und zog mit der Versetzung seines Vaters 1872 nach Erfurt.
Er trat in die preußische Armee ein und kam später in das Husaren-Regiment 12. Am 12. März 1881 wurde er Secondeleutnant. 1886 wechselte er von hier in die Leib-Kompanie des Regiments der Gardes du Corps nach Potsdam. Hier blieb er für mehrere Jahre und wurde mit dem Ritterkreuz II. Klasse des Herzoglich Sächsischen Haus-Ordens ausgezeichnet. Am 7. März 1892 erhielt er, nun Premierleutnant, den Königlichen Kronen-Orden 4. Klasse verliehen, wurde 1890 vom Kaiser für die deutsche Gesandtschaft nach Marokko ausgewählt und war u. a. ab 1. April 1893 zur Dienststellung in den Großen Generalstab kommandiert.
1895 war er vom XV. Armee-Korps in den Generalstab der Armee kommandiert. Nach dem Besuch der Kriegsakademie wechselte er 1897 als Rittmeister vom XV. Armee-Korps zum Dragoner-Regiment 23.
1899 wurde er Militärattaché für Belgien in Brüssel und blieb dies bis 1901. Anschließend wurde er in gleicher Position nach Konstantinopel und Belgrad kommandiert. 1905 hatte er als Major das Kommandeurkreuz des Ordens der Königlich Rumänische Krone erhalten. Am 1. Oktober 1906 wurde er vom Attachéposten abgelöst und mit der Führung des Ulanen-Regiments 12 beauftragt. Sein Nachfolger als Militärattaché in Konstantinopel war Karl August von Laffert. Im Oktober 1906 wurde er mit dem Türkischen Osmanié-Orden zweiter Klasse ausgezeichnet und blieb bis Februar 1908 Kommandeur des Regiments. Im gleichen Jahr zog die Familie nach München.
Als Nachfolger von Karl von Laffert übernahm er Ende 1914 erneut das Amt des Militärattachés für das Osmanische Reich in Konstantinopel und blieb dies bis zu seinem Tod. Sein Nachfolger war wiederum Otto von Lossow.

### Todesumstände
Über die Todesumstände – er war auf der Rückreise von der Kriegsfront auf den Dardanellen – gibt es unterschiedliche Beschreibungen, wobei er an einer Schussverletzung starb. Auf der einen Seite wird von einem Mord ausgegangen, der auf Betreiben des englischen Geheimdienstes geschah. Zeitgenössische Veröffentlichungen mutmaßen auch, dass ein türkischer Offizier den Oberst ermordete. Eine andere Variante geht von einem Unfall mit dem eigenen Gewehr oder Revolver aus. 

### Familie
Am 17. Juni 1894 heiratete er in Köln Klara Isabella, geb. Herbertz, geschiedene von Veltheim (1860–1925). Da von Leipzig dem Kaiser Wilhelm II. nahestand, entsandte dieser zur Hochzeit eine Abordnung von Offizieren. Seine Ehefrau war bis 1892 mit dem preußischen Oberstleutnant und Gutsbesitzers Franz von Veltheim (1856–1927) verheiratet gewesen. Ihre Tochter Marie „Marion“ von Leipzig (1898–1984) heiratete 1926 in München den Dirigenten Hans Knappertsbusch. Ein Sohn aus Klaras erster Ehe war der Schriftsteller Hans-Hasso von Veltheim.

### Grabstelle
Im Mai 1918 besuchte der Archäologe Theodor Wiegand den Garten der Sommerresidenz der deutschen Botschaft in Tarabya am Bosporus und beschrieb in einem Brief an seine Frau die dort liegende Grabstelle von Erich von Leipzig, die neben der des ehemaligen deutschen Botschafters in Konstantinopel, Hans Freiherr von Wangenheim, lag. Auch der ehemalige osmanische Armeeoberbefehlshaber Colmar von der Goltz war hier begraben.

### Sonstiges
Nach dem Tod Erichs von Leipzig übernahm die ältere Tochter, Erika von Leipzig (1895–1968), das Rittergut Wolframsdorf mitsamt dem Schloss Katzendorf. Im Rahmen der Bodenreform wurde 1945 Erika von Leipzig enteignet und vertrieben. 1947 wurde das Schloss Katzendorf abgerissen.
Karl Klaus Walther gibt in seinem Buch 2004 an, dass der Kaiser Wilhelm II. auch nach dem Tod Erich von Leipzigs zur Familie Kontakt hielt und diese ihn im Exil im holländischen Doorn besuchte. Bei der Beerdigung von Isabelle von Leipzig 1925 in München, die an den Folgen eines Sturzes verstarb, ließ der ehemalige Kaiser einen Kranz niederlegen.

## Genealogie
- Gothaisches Genealogisches Taschenbuch der Adeligen Häuser. Der in Deutschland eingeborene Adel (Uradel). 1900. Erster Jahrgang, Justus Perthes, Gotha 1899, S. 542.
- Gothaisches Genealogisches Taschenbuch der Uradeligen Häuser. Der in Deutschland eingeborene Adel 1916. Siebzehnter Jahrgang. Justus Perthes, Gotha 1915, S. 469–470.
- Gothaisches Genealogisches Taschenbuch der Adeligen Häuser. Zugleich Adelsmatrikel der Deutschen Adelsgenossenschaft. Teil A (Uradel) 1942. 41. Jahrgang. Justus Perthes, Gotha 1941, S. 290. Siehe: FamilySearch (Kostenfrei).
- Walter von Hueck, Friedrich Wilhelm Euler: Genealogisches Handbuch der Adeligen Häuser. A (Uradel). 1988. Band XX, Band 93 der Gesamtreihe GHdA, Hrsg. Deutsches Adelsarchiv. C. A. Starke Verlag, Limburg (Lahn) 1988, ISSN 0435-2408, S. 216–217.